# Jean-Louis Leca
Jean-Louis Leca, född 21 september 1985 i Bastia, är en fransk fotbollsmålvakt som spelar för RC Lens.

## Karriär

### SC Bastia
Leca började spela fotboll i AS Furiani-Agliani och gick därefter till SC Bastia. Leca debuterade för A-laget i Ligue 1 den 14 maj 2005 i en match mot AS Monaco, där han blev inbytt i slutminuterna efter att Nicolas Penneteau fått rött kort. Leca spelade därefter även följande match mot RC Lens som slutade med en 3–1-vinst för Bastia.
Säsongen 2005/2006 spelade han endast de tre avslutande matcherna i Ligue 2. Följande säsong fick Leca mer speltid och spelade 15 ligamatcher. Säsongen 2007/2008 varierade han återigen mellan startuppställningen och avbytarbänken och spelade 14 ligamatcher.

### Valenciennes
Sommaren 2008 gick Leca till Valenciennes. Under sin debutsäsong i klubben blev det ingen speltid och han var främst tredjemålvakt i klubben. Leca debuterade för Valenciennes den 15 augusti 2009 i en 1–0-förlust mot Lyon. Det blev även den enda ligamatchen han spelade under säsongen 2009/2010.
Under sin tredje säsong i klubben var Leca främst avbytare och fick ingen speltid. I januari 2012 råkade Leca ut för en knäskada som höll honom borta från spel i fem till sex månader. Det gjorde att han blev utan speltid under säsongen 2011/2012. Följande säsong spelade Leca inte heller några ligamatcher.

### Återkomst i SC Bastia
I juli 2013 återvände Leca till SC Bastia. Han spelade nio ligamatcher för klubben under säsongen 2013/2014. Följande säsong spelade Leca endast två ligamatcher. Säsongen 2015/2016 var han förstamålvakt i Bastia och spelade 34 ligamatcher samt var lagkapten i säsongens avslutande match. Följande säsong spelade Leca återigen 34 ligamatcher.

### AC Ajaccio
I augusti 2017 värvades Leca av AC Ajaccio, där han skrev på ett treårskontrakt. Leca var klubbens ordinarie målvakt under säsongen 2017/2018 i Ligue 2 och spelade 32 ligamatcher samt två matcher i uppflyttningskvalet.

### RC Lens
Efter endast en säsong i Ajaccio värvades Leca av ligakonkurrenten RC Lens. Han debuterade den 27 juli 2018 i en 2–0-seger mot US Orléans. Leca spelade 36 ligamatcher och två uppflyttningskvalmatcher under säsongen 2018/2019. Under sin andra säsong i Lens spelade han 27 ligamatcher och hjälpte klubben att bli uppflyttade till Ligue 1. Leca fortsatte som förstamålvakt under säsongen 2020/2021 och spelade 37 ligamatcher samt var lagkapten vid ett flertal tillfällen.

## Meriter
- Andra plats i Ligue 2 och uppflyttning till Ligue 1: 2020